# Zebrina kindermanni
Zebrina kindermanni е вид охлюв от семейство Enidae. Видът не е застрашен от изчезване.

## Разпространение и местообитание
Разпространен е в България и Турция.
Обитава храсталаци и степи.

## Описание
Популацията на вида е стабилна.